# Força Aérea da Hungria

Insígnia (Rondó) da Força Aérea da Hungria.

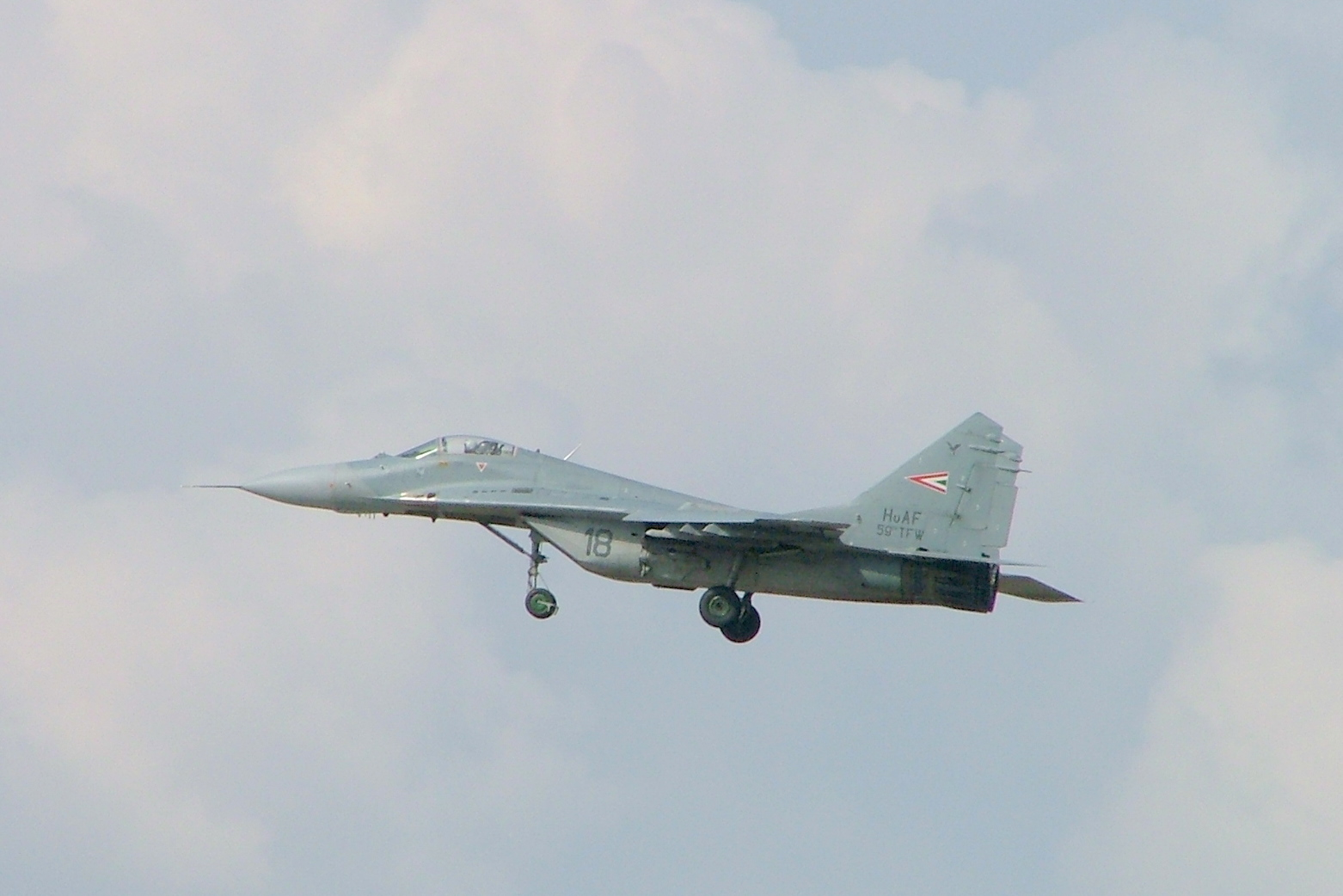
MiG-29B da Força Aérea da Hungria.

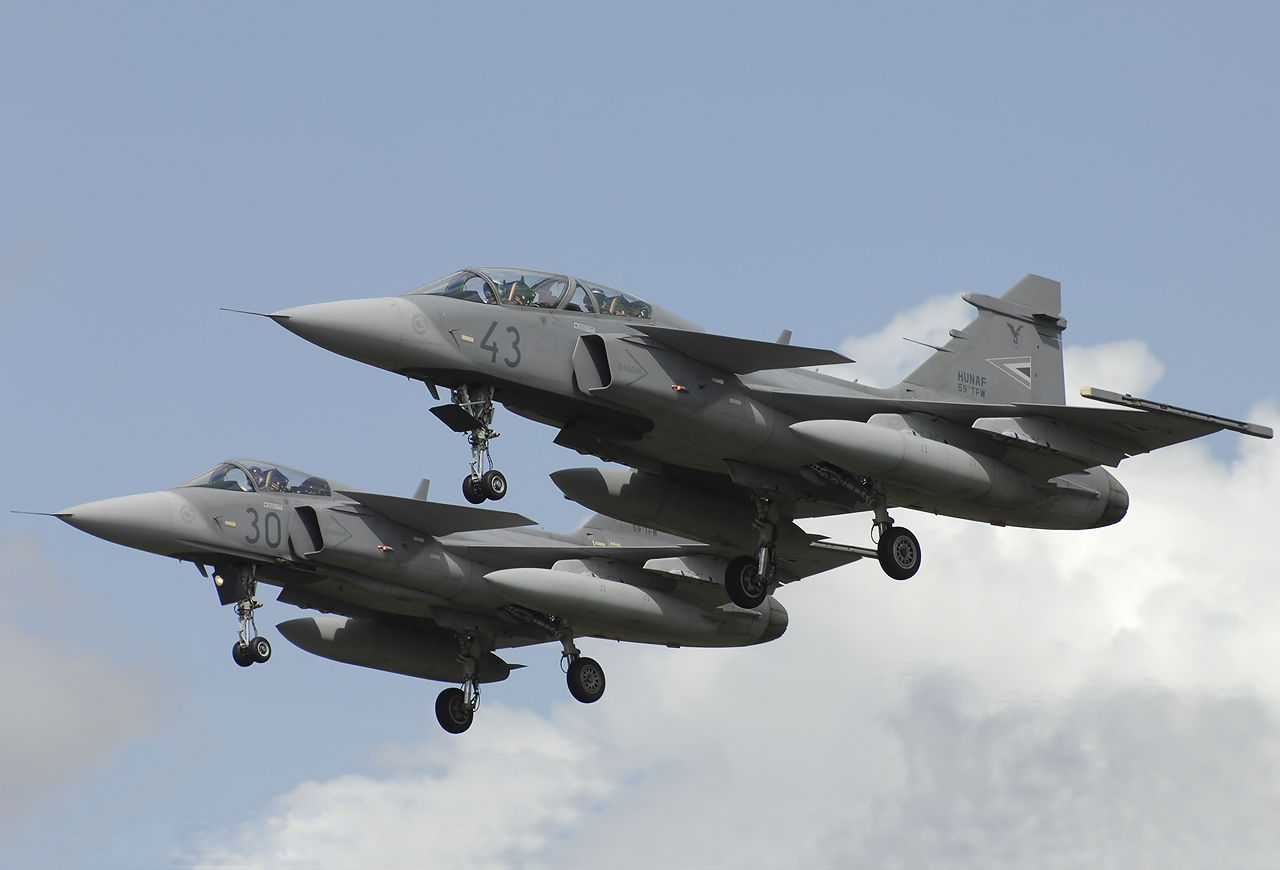
Caças JAS 39 húngaros.

A Força Aérea da Hungria é o ramo aéreo das Forças armadas húngaras.

## História

### Período Pré-Segunda Guerra Mundial
Seguindo a dissolução do Império Austro-Húngaro em 1918 devido à Primeira Guerra Mundial, uma armada aérea pequena foi estabelecida como aeronáutica operando em operações de sobrevivência de fatores húngaros e treinando escolas. Esta armada aérea tornou-se a Força Aérea Vermelha Húngara sob a recente formada República Soviética da Huúngara, na qual mais tarde foi dissolvida após seu fracasso.

## Segunda Guerra Mundial
Sob o Tratado de Trianon (1920) a Hungria foi proibida de possuir aeronaves militares. No entanto, uma armada aérea secreta foi, gradualmente, estabelecida sob a cobertura de clubes civis. Durante o ano de 1938, a existência da força aérea (Légierö) foi reconhecida oficialmente. A armada aérea foi reorganizada e expandida. Em 1º de janeiro de 1939, a armada tornou-se independente do exército húngaro. Subsquentemente participou de confrontos com a recem estabelecida República da Eslováquia e com um confronto de fronteira com a Romênia. Em abril de 1941, operações foram conduzidas em ajuda à invasão alemã à Iugoslávia e, em 27 de junho de 1941 a Hungria delcarou guerra à União Soviética. Em 1º de março de 1942, a força aérea retornou ao controle do exército. No verão de 1942 uma brigada aérea foi anexada à VIII Fliegerkorps da Luftwaffe na Frente Oriental. No início de março de 1944 um bombardeio dos aliados se iniciou na Hungria e, progressivamente, aumentou de intensidade. No término de 1944 todos os esforços foram redirecionados para combater o avanço do Exército Soviético, mas em vão. Todos os confrontos e conflitos na Hungria terminaram em 6 de abril de 1945.